# Tadorna variegata
Tadorna variegata sau călifarul paradisiac este o specie de călifar, un grup de rațe asemănătoare gâștei, endemică în Noua Zeelandă. Johann Friedrich Gmelin a plasat-o în genul Anas împreună cu rațele, gâștele și lebedele. 

## Taxonomie
Călifarul paradisiac a fost descris oficial în 1789 de naturalistul german Johann Friedrich Gmelin în ediția revizuită și extinsă a Systema Naturae a lui Carl Linnaeus. Gmelin a plasat-o alături de toate celelalte rațe, lebede și gâște în genul Anas și a creat numele binomial Anas variegata. Gmelin și-a bazat descrierea pe "gâsca pestriță" din Noua Zeelandă, care fusese descrisă în 1785 de ornitologul englez John Latham în lucrarea sa A General Synopsis of Birds. Naturalistul Joseph Banks i-a furnizat lui Latham un desen în acuarelă al raței realizat de Georg Forster, care l-a însoțit pe James Cook în cea de-a doua sa călătorie în Oceanul Pacific. Imaginea unei păsări femele a fost realizată în aprilie 1773 la Dusky Sound, un fiord din colțul de sud-vest al Noii Zeelande. Această imagine este în prezent holotipul speciei și este deținută de Muzeul de Istorie Naturală din Londra.
În prezent, călifarul paradisiac este plasat alături de alte cinci specii din genul Tadorna, care a fost introdus de zoologul german Friedrich Boie în 1822. Numele genului provine din cuvântul francez tadorne pentru rața comună. Epitetul specific variegata provine din latinescul variegatus care înseamnă "pestriț". Specia este monotipă: nu sunt recunoscute subspecii.

## Galerie

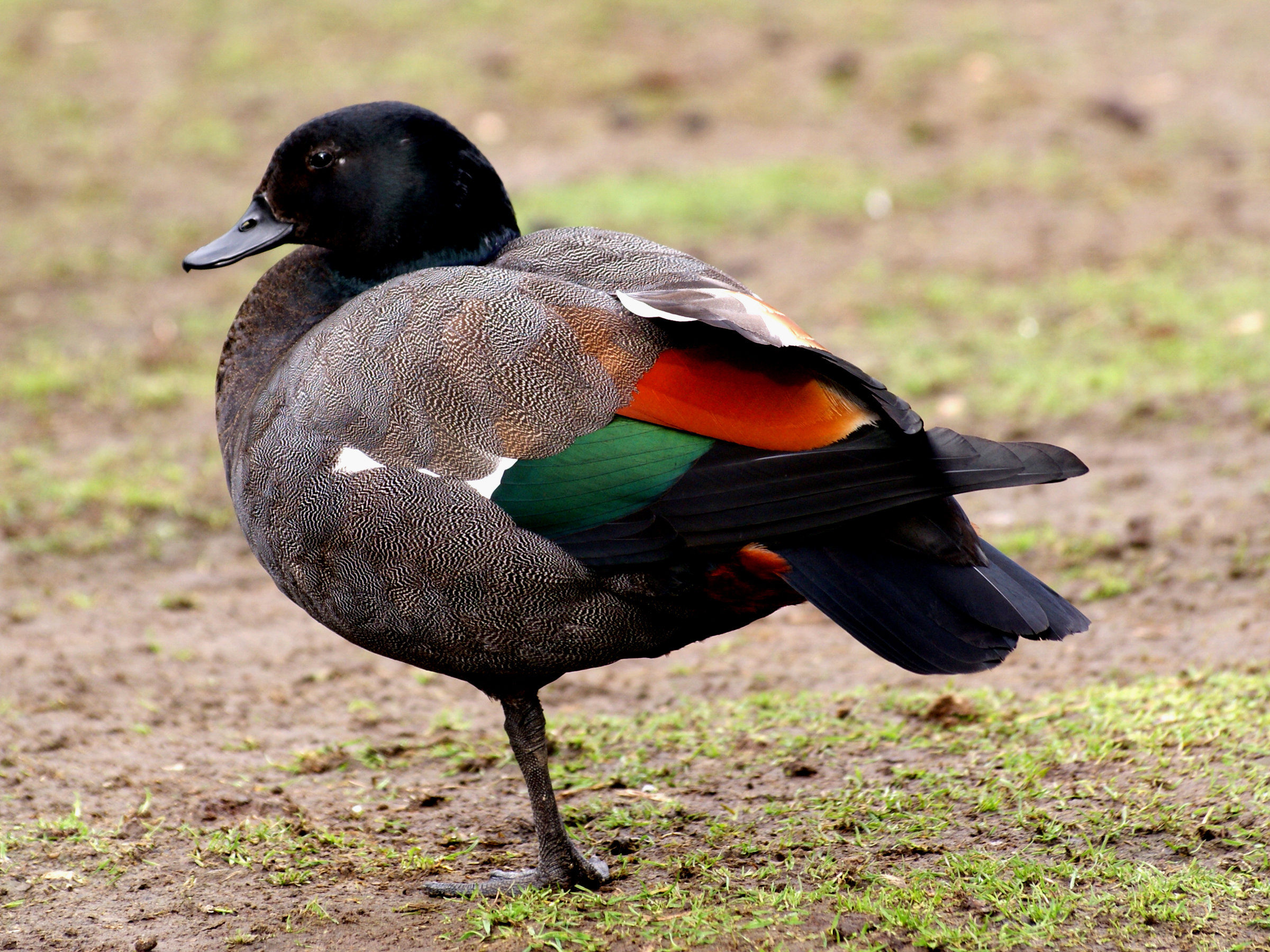
Mascul
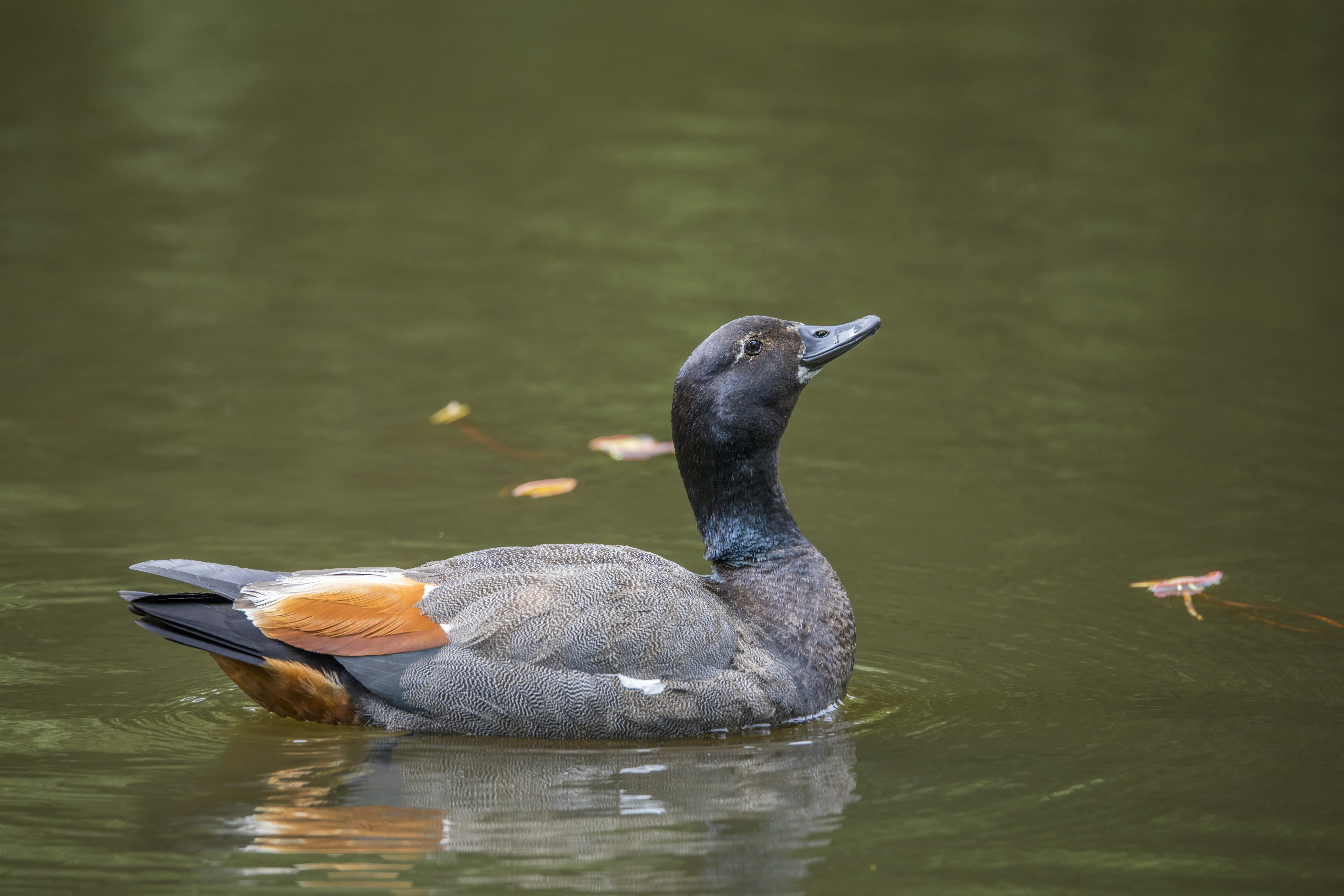
Mascul
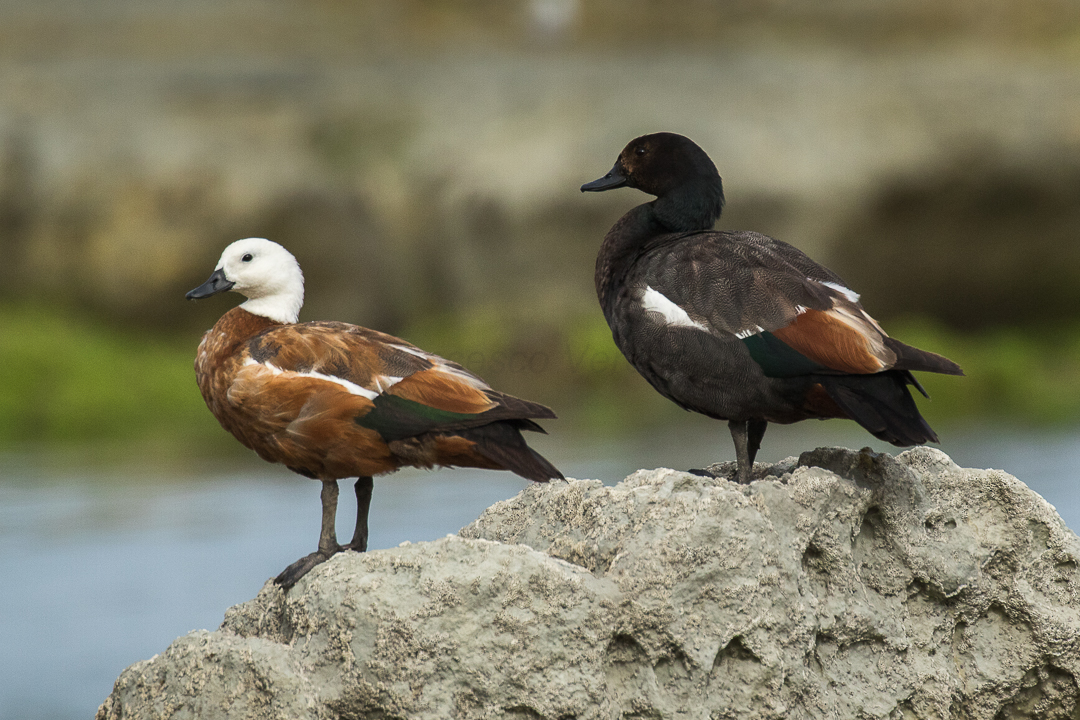
Pereche
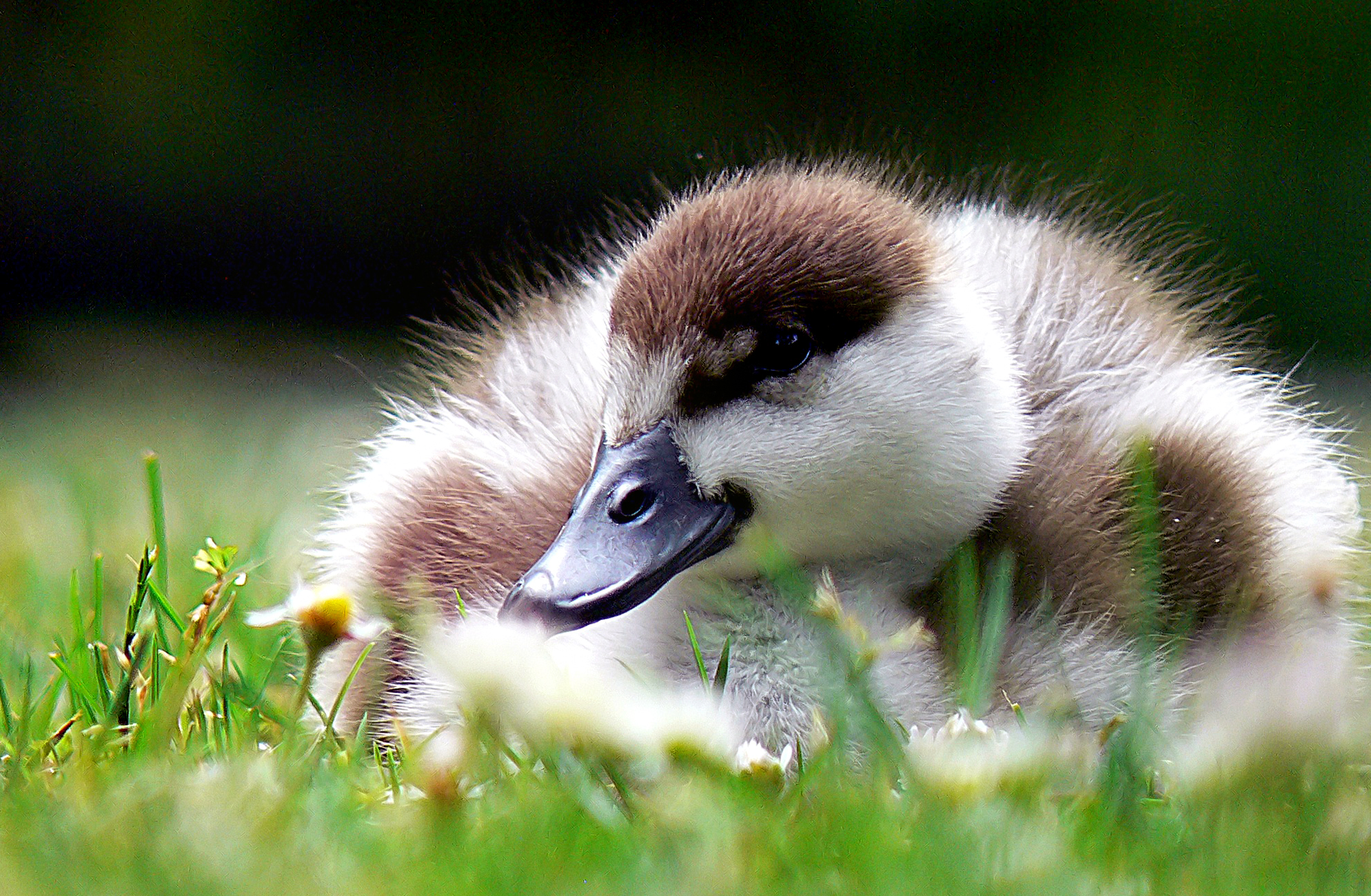
Pui
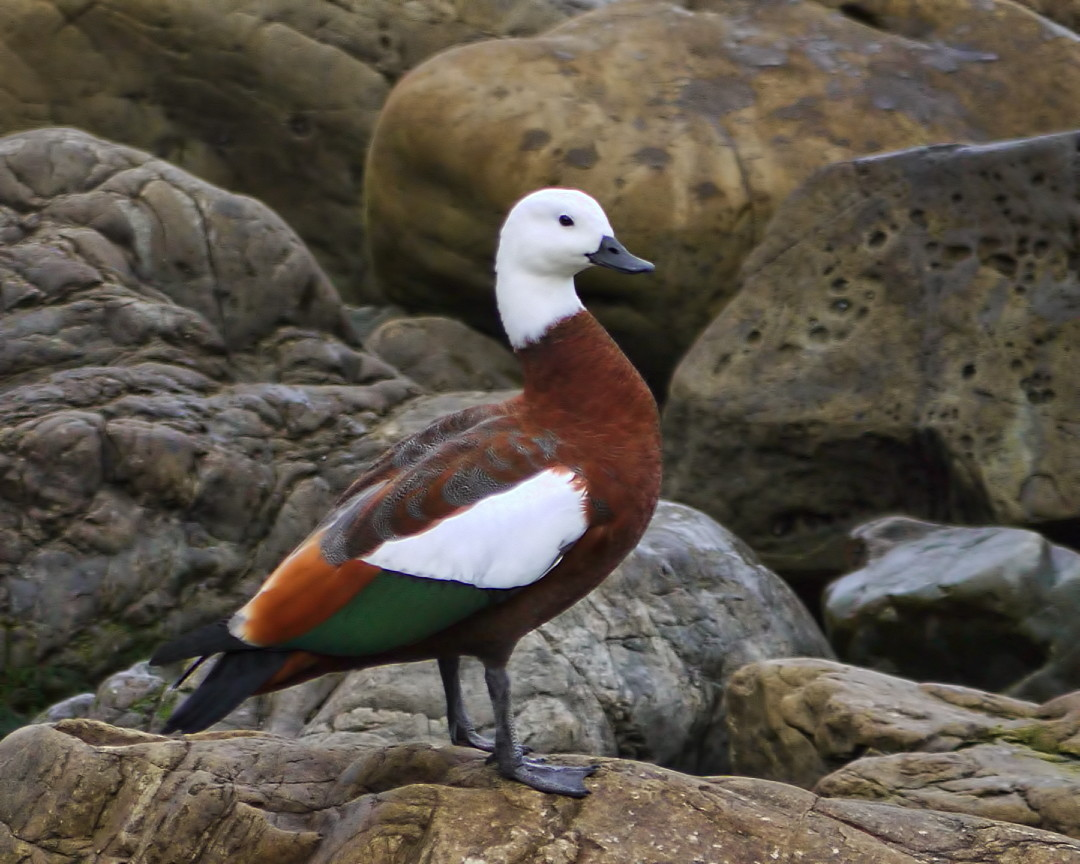
Femelă
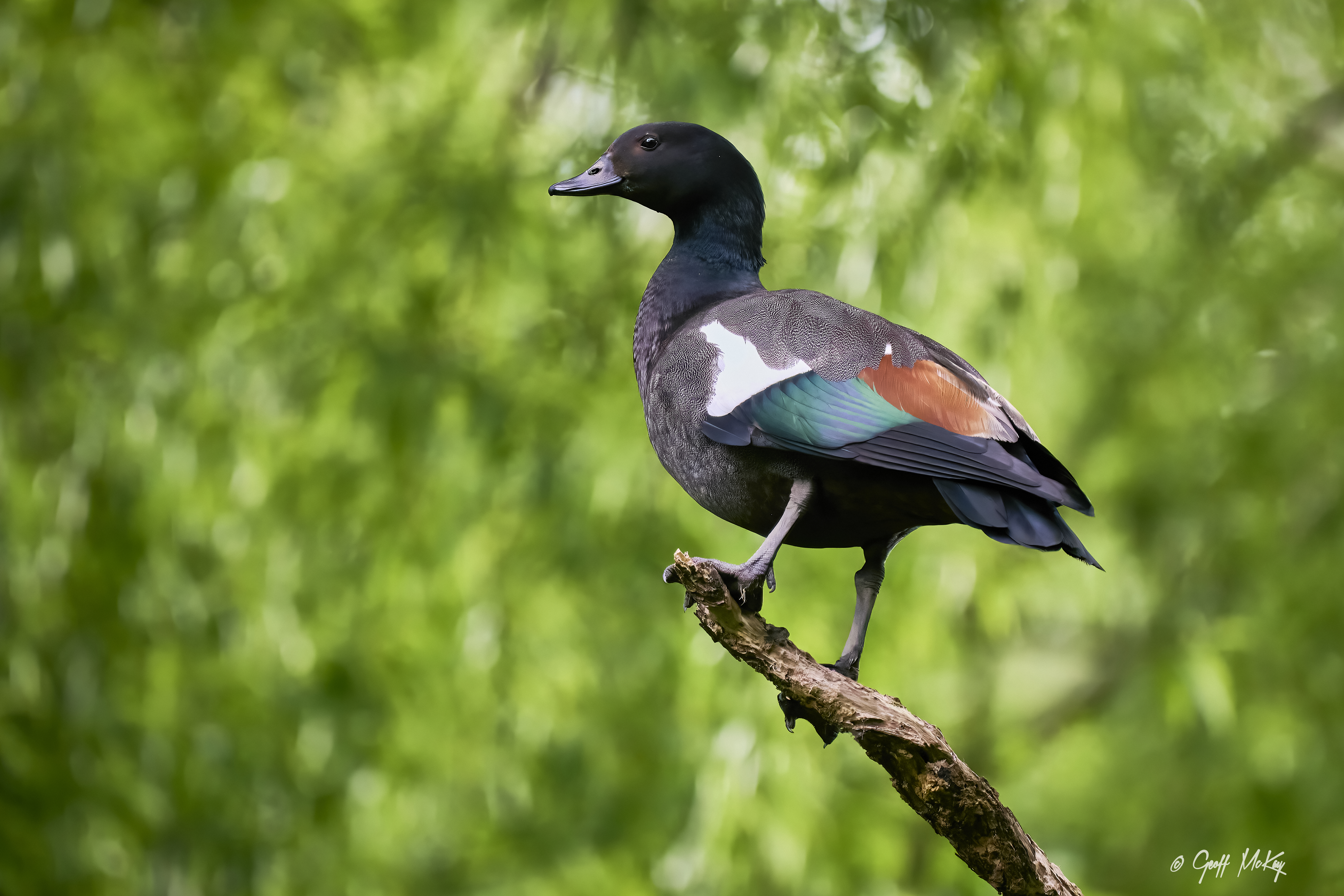
Mascul
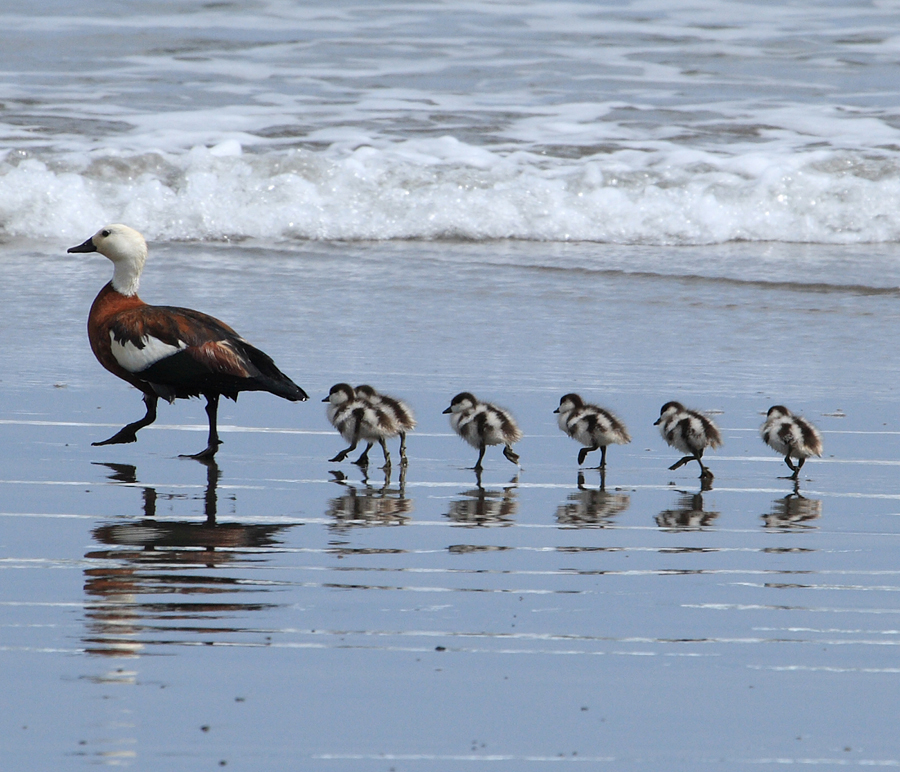
Femelă cu pui
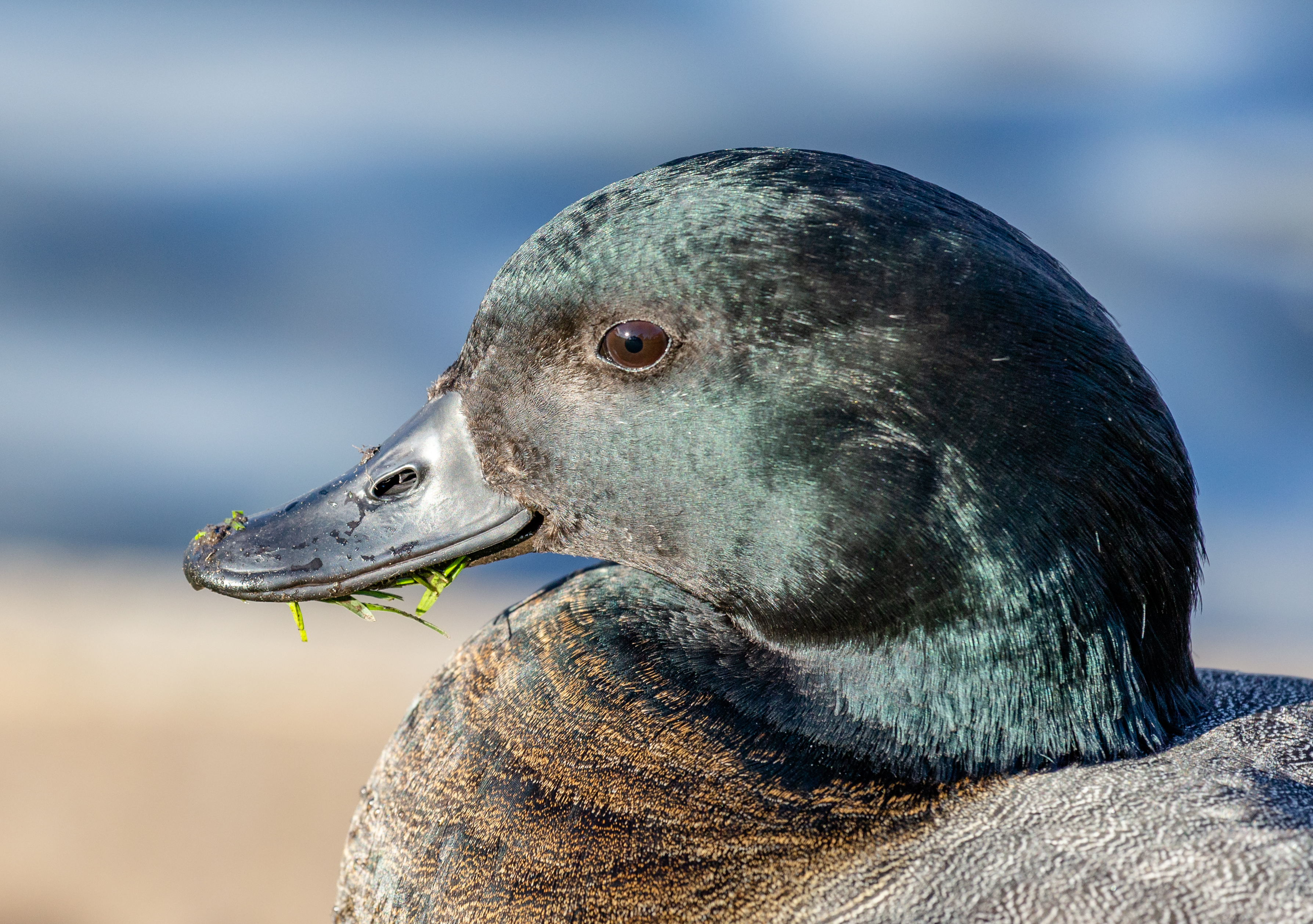
Mascul